# Międzynarodowe Stowarzyszenie Rad Ekonomiczno-Społecznych i Podobnych Instytucji
Międzynarodowe Stowarzyszenie Rad Ekonomiczno-Społecznych i Podobnych Instytucji (ang. International Association of Economic and Social Councils and Similar Institutions; AICESIS) – międzynarodowe stowarzyszenie, którego celem jest promowanie dialogu między partnerami ekonomicznymi i społecznymi na całym świecie, w szczególności zaś pomiędzy członkami stowarzyszenia, z pełnym uwzględnieniem niezależności każdego państwa członkowskiego.
Stowarzyszenie wspiera powstawanie rad ekonomiczno-społecznych w państwach w których one jeszcze nie istnieją. Poprzez wymianę doświadczeń i organizację spotkań przyczynia się także do rozwoju gospodarczego oraz tworzenia społeczeństwa obywatelskiego. W działaniach swych stowarzyszenie kładzie nacisk na stabilizowanie pokoju na świecie, wzajemny szacunek dla partnerów oraz na przestrzeganie podstawowych zasad Organizacji Narodów Zjednoczonych i Deklaracji Praw Człowieka.
Zgodnie z decyzją 2001/318 stowarzyszenie może brać udział bez prawa głosu w pracach Rady Gospodarczo-Społecznej działającej przy Organizacji Narodów Zjednoczonych.